# Вільфредо Енрікес
Вільфредо Маргаріто Енрікес Ернандес (ісп. Wilfredo Margarito Henríquez Hernandez; нар. 25 січня 1984) — венесуельський борець вільного стилю, срібний призер Панамериканського чемпіонату.

## Життєпис
Боротьбою почав займатися з 1999 року.
Виступав за борцівський клуб «Фундадепорте» Валенсія. Тренер — Ектор Чирінос (з 2012).

## Спортивні результати на міжнародних змаганнях

### Виступи на Чемпіонатах світу
| Змагання                        | Збірна    | Вагова категорія          | Місце |
| ------------------------------- | --------- | ------------------------- | ----- |
| Чемпіонат світу з боротьби 2011 | Венесуела | вільна боротьба, до 60 кг | 13    |
| Чемпіонат світу з боротьби 2015 | Венесуела | вільна боротьба, до 65 кг | 21    |

### Виступи на Панамериканських чемпіонатах
| Змагання                                   | Збірна    | Вагова категорія          | Місце  |
| ------------------------------------------ | --------- | ------------------------- | ------ |
| Панамериканський чемпіонат з боротьби 2011 | Венесуела | вільна боротьба, до 60 кг | 5      |
| Панамериканський чемпіонат з боротьби 2012 | Венесуела | вільна боротьба, до 60 кг | 5      |
| Панамериканський чемпіонат з боротьби 2015 | Венесуела | вільна боротьба, до 65 кг | Срібло |

### Виступи на Панамериканських іграх
| Змагання                  | Збірна    | Вагова категорія          | Місце |
| ------------------------- | --------- | ------------------------- | ----- |
| Панамериканські ігри 2011 | Венесуела | вільна боротьба, до 60 кг | 8     |
| Панамериканські ігри 2015 | Венесуела | вільна боротьба, до 65 кг | 8     |

### Виступи на інших змаганнях
| Змагання                                                               | Збірна    | Вагова категорія          | Місце  |
| ---------------------------------------------------------------------- | --------- | ------------------------- | ------ |
| Гран-прі Іспанії з боротьби 2011                                       | Венесуела | вільна боротьба, до 60 кг | 5      |
| Меморіал Іона Корнеану 2011                                            | Венесуела | вільна боротьба, до 60 кг | 5      |
| Олімпійський кваліфікаційний турнір з боротьби 2012 (Кіссіммі-Орландо) | Венесуела | вільна боротьба, до 60 кг | Бронза |
| Олімпійський кваліфікаційний турнір з боротьби 2012 (Гельсінкі)        | Венесуела | вільна боротьба, до 60 кг | 24     |